# Hippeis

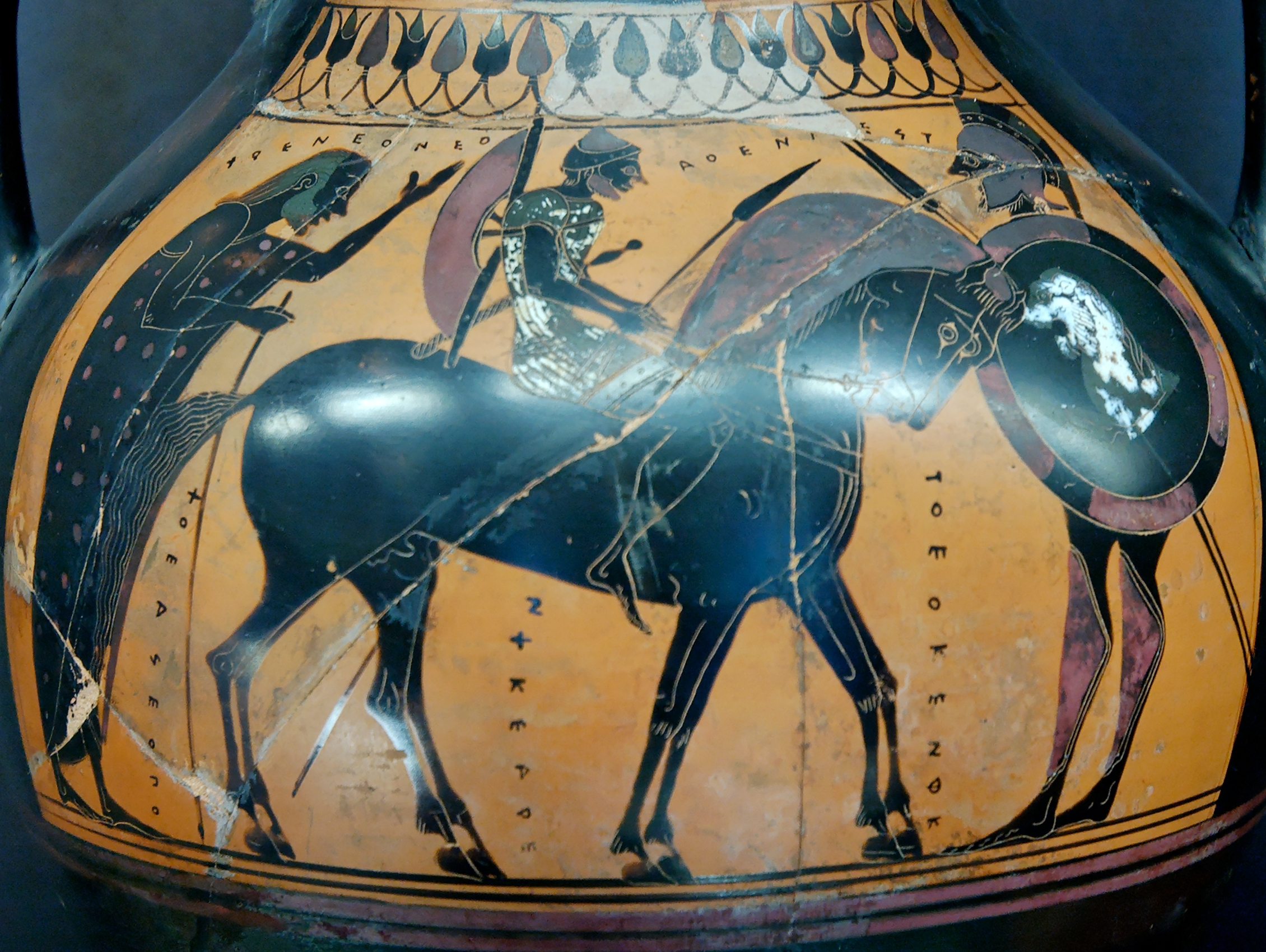
Hippeis
(Muzeul Luvru)

Hippeis era denumirea dată de greci pentru cavalerie. Hippeis (gr. ἱππεύς) era cea de-a doua clasă socială din Atena, compusă din bărbați care îți puteau permite să întrețină un cal de război în serviciul statului. Rangul acestora poate fi comparat cu Eques romani și cavalerii medievali.